# Kocaelispor Kulübü
Il Kocaelispor Kulübü, chiamato comunemente solo Kocaelispor, è una società calcistica con sede a İzmit, in Turchia. Nella stagione 2025-26 tornerà a militare dopo 16 anni nella Süper Lig, la massima divisione del campionato turco di calcio. 
Ha vinto 2 Coppe di Turchia, nel 1997 e nel 2002.

## Storia
La società fu fondata nel 1966 dalla fusione di tre piccoli club del comune metropolitano di İzmit (İzmit Gençlik, Bacsspor e Doğanspor). Ha vinto la Coppa di Turchia nelle stagioni 1996-1997 e 2001-2002; nelle stagioni 1976-1977, 1978-1979, 1991-1992, 1993-1994 e 1997-1998 ha invece raggiunto le semifinali della coppa stessa.
Dal 2009 la squadra è entrata in declino, fino a retrocedere nel 2014 in quinta serie; è seguita poi una risalita che l'ha portata, nella stagione 2020-2021, a vincere i playoff della TFF 2. Lig, la terza serie del campionato turco di calcio, tornando così in TFF 1. Lig. Sono poi seguite una retrocessione in 2. Lig nel 2022, un'immediata risalita in 1. Lig, e infine, dopo 2 stagioni, il ritorno dopo 16 anni in Süper Lig.

## Organico

### Rosa 2025-2026
Aggiornata al 20 agosto 2025.
| N. |                        | Ruolo | Calciatore           |
| -- | ---------------------- | ----- | -------------------- |
| 1  | Serbia (bandiera)      | P     | Aleksandar Jovanović |
| 2  | Suriname (bandiera)    | D     | Anfernee Dijksteel   |
| 3  | Turchia (bandiera)     | D     | Muharrem Cinan       |
| 4  | Polonia (bandiera)     | D     | Mateusz Wieteska     |
| 5  | Gabon (bandiera)       | D     | Aaron Appindangoyé   |
| 7  | Inghilterra (bandiera) | A     | Dan Agyei            |
| 8  | Turchia (bandiera)     | C     | Cihat Çelik          |
| 9  | Croazia (bandiera)     | A     | Bruno Petković       |
| 11 | Turchia (bandiera)     | A     | Ahmet Sağat          |
| 14 | Angola (bandiera)      | C     | Show                 |
| 15 | Turchia (bandiera)     | C     | Tarkan Serbest       |
| 17 | Turchia (bandiera)     | A     | Oğulcan Çağlayan     |
| 18 | Turchia (bandiera)     | A     | Furkan Gedik         |

| N. |                       | Ruolo | Calciatore                   |
| -- | --------------------- | ----- | ---------------------------- |
| 20 | Capo Verde (bandiera) | A     | Ryan Mendes                  |
| 21 | Mali (bandiera)       | D     | Massadio Haïdara             |
| 22 | Turchia (bandiera)    | D     | Ahmet Oğuz                   |
| 23 | Turchia (bandiera)    | C     | Samet Yalçın                 |
| 27 | Turchia (bandiera)    | C     | Ege Bilim                    |
| 35 | Turchia (bandiera)    | P     | Gökhan Değirmenci (capitano) |
| 41 | Turchia (bandiera)    | D     | Onur Öztonga                 |
| 45 | Turchia (bandiera)    | C     | Mesut Can Tunalı             |
| 70 | Austria (bandiera)    | A     | Can Keles                    |
| 83 | Turchia (bandiera)    | P     | Serhat Öztaşdelen            |
| 98 | Belgio (bandiera)     | C     | Joseph Nonge                 |
| 99 | Honduras (bandiera)   | C     | Rigoberto Rivas              |
|    | Polonia (bandiera)    | C     | Karol Linetty                |

## Palmarès

### Competizioni nazionali
- Coppa di Turchia: 2

1996-1997, 2001-2002
- TFF 3. Lig: 1

2019-2020
- TFF 2. Lig: 1

2022-2023
- TFF 1. Lig: 1

2024-2025

### Competizioni regionali
- Bölgesel Amatör Lig: 1

2015-2016

### Altri piazzamenti
- Supercoppa di Turchia:

Finalista: 1997